# ウォリス・アネンバーグ・スタジアム
ウォリス・アネンバーグ・スタジアム（Wallis Annenberg Stadium）は、カリフォルニア大学ロサンゼルス校（UCLA）のキャンパス内にあるサッカーおよびラグビー用のスタジアム。UCLAブルーインズの男子・女子サッカーチームの本拠地であり、ホームスタジアムとなっている。UCLAブルーインズのラグビーチームの本拠地でもある。

## 概要
民間からの寄付金でスタジアムの建設が行われた。2016年秋に着工、2018年8月オープン。観客席数は2,145。
アネンバーグ財団（Annenberg Foundation）の会長ウォリス・アネンバーグ（Wallis Annenberg）にちなんで、スタジアムが命名された。 
2022年10月30日、サッカー UCLA女子 と ワシントン大学女子 との対戦で、このスタジアムにおける最多観客数2,446人を記録した。